# Nikos Tavlas
Nikos Tavlas (także Nikos Tawlas; ur. 1 października 1924 w Kritsie na Krecie, zm. 11 lipca 1977 na Węgrzech) – polski lekarz kardiolog pochodzenia greckiego.
Syn Emanuela i Marii. W 1949 roku przypłynął do Polski na wyspę Wolin na statku Transylwania jako polityczny uchodźca grecki po wojnie domowej w Grecji. Skończył Akademię Medyczną we Wrocławiu w 1951 roku w II klinice chorób wewnętrznych u profesora Antoniego Falkiewicza. Uzyskał doktorat i habilitację z kardiologii. Autor ponad 40 publikacji z tego zakresu. Był ordynatorem szpitala kardiologicznego przy zakładzie opieki zdrowotnej dla Szkół Wyższych we Wrocławiu na Ostrowie Tumskim (obecnie budynek ten nie istnieje). Prowadził obozy kardiologiczne dla studentów ze schorzeniami kardiologicznymi. Działał w Towarzystwie Uchodźców Politycznych z Grecji w Polsce, gdzie zajmował się sprawami Greków z wyższym wykształceniem. Odznaczony m.in. Orderem Uśmiechu. Zginął w wypadku samochodowym, jadąc samochodem z żoną i dwiema córkami. Jego żona Aliki Tawla zmarła w Atenach w 2011 roku. Miał córkę Ewantię.

## Prace
- Tawlas, N., Clearance kreatyninowy w czerwienicy prawdziwej, Pol. Arch. Med. Wewnętrznej, 30, 539, 1960.
- Bratkowska-Seniów, H., Doktorczyk,H., N. Tawlas, Klinika śródbłoniaka opłucnej, Polski Tygodnik Lekarski, 10, 1963, 361-367.
- Falkiewicz A., N. Tawlas, Zukowski, W., On cases of variable ventricular repolarization, Pol. Arch. Med. Wewn., 34, 357-361, 1964
- Falkiewicz, A., Tawlas, N, [Transitory block of the bundle of his observed during the span of 9 years], Kardiol. Pol., 28, 225-227, 1964.
- Kosmala U., N. Tawlas, [Iron metabolism in patients with neopl erythermia vera neopl polycythemia vera], Polskie Archiwum Medycyny Wewnętrznej, 37, 21-23, 1966.
- Kwiatkowski, S., Ojrzyński, Z., Smolik, R. et al. Action of lactic dehydrogenase in blood serum of patients suffering from polycythemia vera and osteo myelo sclerosis, Polskie Archiwum Medycyny Wewnętrznej, 39, 765-768, 1967
- Marciniak, R., Tawlas, N., [A case of myelo-sclerosis introduced by polycythaemia], Pol. Tyg. Lek., 22, 1159-1160, 1967.
- Kwiatkowski S., Ojrzyński, Z., Smolik, R.,Tawlas, N., Serum lactic acid dehydrogenase activity in polycythemis and ostemyelosclerosis, Polish Medical Journal, 7, 1086-1089, 1968.
- Smolik, R; Nizankowska, H; Tawlas, N, et al., [Behavior of renal glomerular filtration under the influences of shock therapy], Klin. Oczna, 38, 673-675, 1968.
- Tawlas, N., Plamieniak, Z., Title: [Extensive calcifications in the pericardium without constriction of the heart], Kardiol. Pol., 11, 241-244, 1968.
- Falkiewicz, A, Tawlas, N, [Further studies on atrial tachycardia with atrio-ventricular block], Kardiol. Pol., 12, 231-237, 1969.
- Knapikowa, D., Kwiatkowski, S., Tawlas N., [Electrocargdiographic findings in syphilitic aortitis], Kardiol. Pol, Warszawa, 13, 131-135, 1970
- Zatoński, W., Kwiatkowska, J., Baranowski, T., Tawlas, N., Investigations on the activity of glycolytic enzymes in polycythemia vera, 819, Polish Medical Journal (angielskie tłumaczenie Polskie Archiwum Medycyny Wewnętrznej), 10, 819-822, 1971.
- Gabryszewska-Sarnecka, M., N. Tawlas, H. Glebowska, W. Zukowski, [Simmonds' syndrome due to intrasellar tumor], Polski Tygodnik Lekarski, 27, 495-496, 1972.
- Glebowska, H. Smolik, R. Tawlas, N., et al. [Case of WPW syndrome and hemolytic syndrome], Wiad. Lek. 25, 1183-87, 1972.
- Tawlas, N., [Renal hemodynamics in polycythemia vera and chronic anemia], Pol. Tyg. Lek., 30, 71-74, 1975.